# Viðey
Viðey est une petite île côtière d'Islande située à quelques centaines de mètres au nord-est du centre-ville de la capitale Reykjavik dont elle dépend administrativement. On y trouve l'ancienne résidence du gouverneur danois de l'Islande, un port en ruine du début du XXe siècle, un petit musée ainsi que deux sculptures : la Tour Imagine Peace de Yoko Ono en hommage à John Lennon ainsi que Áfangar de Richard Serra.